# 臺灣運動公園列表
運動公園泛指有提供運動設施及場館的公園，讓一般大眾從事各項運動及舉辦體育競技之用，功能性與面積大小皆有所不同，大多由地方政府負責管理，部份需要有條件使用或不開放一般大眾使用的設施或場館，可事前向所屬管理單位提出租借申請，經同意後方能使用，以下是台灣目前已啟用的運動公園列表：

## 基隆市
- 暖暖運動公園[1]

## 宜蘭縣
- 羅東運動公園
- 宜蘭運動公園[2]
- 頭城運動公園
- 蘇澳運動公園

## 台北市
- 大佳河濱公園
- 彩虹河濱公園[3]
- 百齡河濱公園
- 迎風河濱公園
- 天母運動公園
- 洲美運動公園[4]
- 博嘉運動公園
- 內湖運動公園
- 迪化運動公園[5]
- 美堤運動公園
- 雙園河濱公園
- 華中河濱公園
- 道南河濱公園

## 新北市
- 新莊運動公園[6]
- 中和錦和運動公園
- 板橋浮洲運動公園[7]
- 林口綜合運動公園

## 桃園市
- 桃園極限運動公園[8]
- 陽明運動公園[9]
- 三民運動公園[10]
- 青埔運動公園
- 大溪河濱公園[11]
- 富岡運動公園[12]
- 龍潭運動公園

## 新竹縣
- 竹北運動公園
- 鳳山溪河濱運動公園

## 新竹市
- 新竹漁港運動公園

## 苗栗縣
- 竹南運動公園
- 苑裡運動公園
- 頭份運動公園
- 三義鄉運動公園
- 造橋自然運動公園
- 後龍溪運動公園
- 貓貍山運動公園

## 台中市
- 大里運動公園
- 潭子運動公園
- 梧棲運動公園
- 清水運動公園
- 霧峰運動公園
- 太平運動公園
- 大肚運動公園
- 永信運動公園

## 彰化縣
- 彰化市河濱運動公園
- 社頭運動公園
- 鹿港運動公園
- 員林運動公園

## 嘉義縣
- 布袋運動公園
- 民雄運動公園
- 大林運動公園

## 嘉義市
- 港坪運動公園

## 台南市
- 台南市立體育公園
- 東山運動公園
- 南化運動公園
- 玉井運動公園
- 北門運動公園
- 佳里運動公園
- 白河運動公園
- 仁德運動公園
- 東寧運動公園

## 高雄市
- 小港區運動公園
- 旗山運動公園
- 六龜運動公園
- 內門運動公園
- 鳳山體育園區
- 鳳西運動公園
- 林園河堤運動公園

## 屏東縣
- 賽嘉運動公園
- 麟洛運動公園（已拆除）
- 潮州運動公園
- 南州運動公園
- 林邊運動公園

## 台東縣
- 東海運動公園